# Amas du Phénix
Pour les articles homonymes, voir Amas et Phénix (homonymie).
L'amas du Phénix (SPT-CL J2344-4243) (Phoenix Cluster, en anglais)  est un amas de galaxies situé à environ 5,7 milliards d'années-lumière de la Terre, dans la constellation du Phénix. Il est l'un des amas galactiques les plus massifs jamais recensés de l'Univers connu, avec une dimension de 7,3 millions années-lumière, pour une masse d'environ 2,5 × 1015 masses solaires. Sa galaxie centrale massive « Phœnix A » contient également la plus importante région à sursauts de formation d'étoiles connue, et son « trou noir de l'amas du Phénix » est le trou noir supermassif potentiellement le plus massif connu à ce jour, estimé à plus de 100 milliards de fois la masse du Soleil.

## Histoire
L'amas du Phénix est découvert en 2010, dans la constellation du Phénix, grâce à l'effet Sunyaev-Zel'dovich, avec le radiotélescope américain South Pole Telescope, de la base antarctique Amundsen-Scott en Antarctique,. 

### Galaxie centrale Phénix A

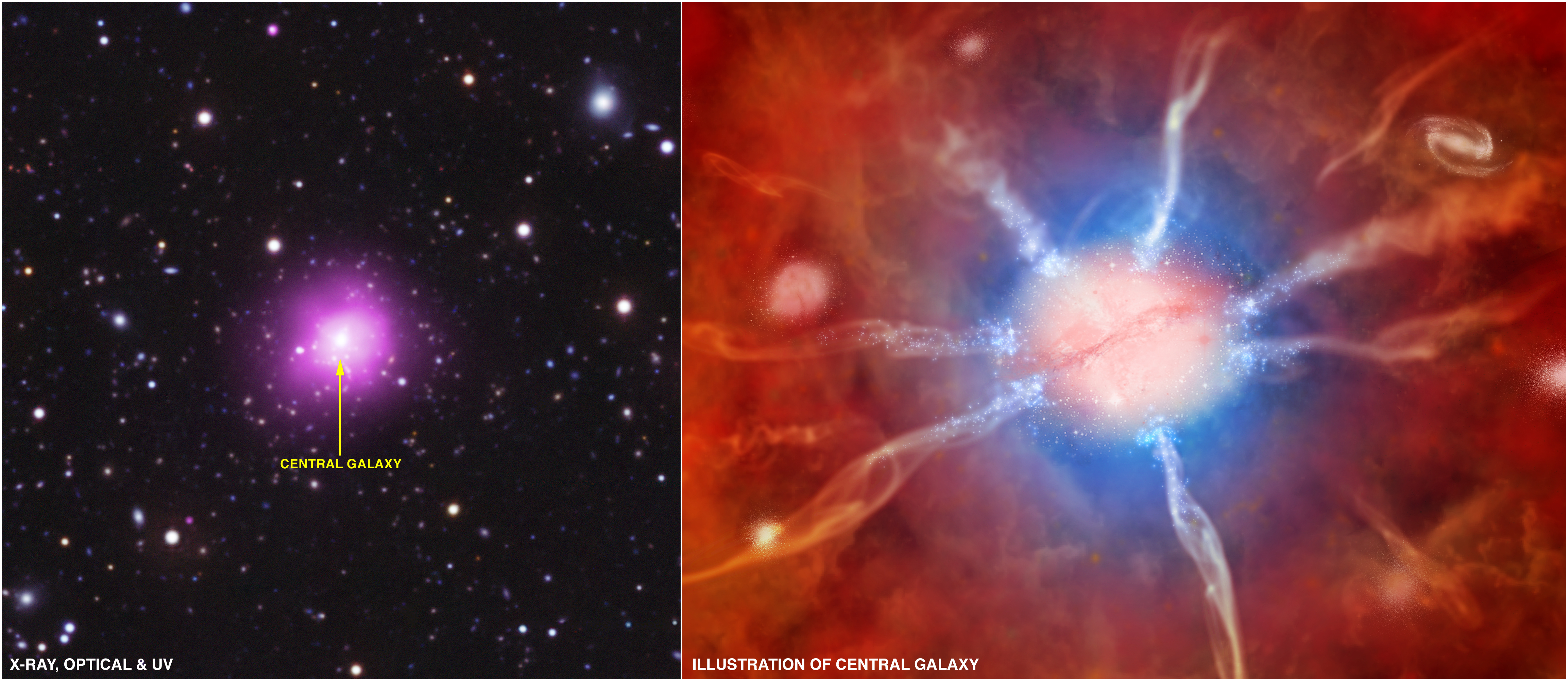
Vue artistique de la NASA de l'amas du Phénix (à gauche), et de sa galaxie centrale Phénix A (région à sursauts de formation d'étoiles, à droite).

Sa galaxie centrale massive « Phénix A » est au centre du l'amas du Phénix, région à sursauts de formation d'étoiles la plus importante connue et enregistrée (en 2024) pour un amas de galaxies, avec un taux de formation d'étoiles avoisinant les 740 masses solaires par an, qui entraîne un accroissement effréné proportionnel de la masse de la galaxie et du trou noir associé,. Cet amas serait également celui qui émet le plus de rayons X de l'Univers connu.

### Trou noir de l'amas du Phénix
La galaxie centrale massive « Phénix A » de l'amas du Phénix héberge le « trou noir supermassif de l'amas du Phénix »,, dont la masse exacte (pas encore mesurée en 2024) est estimée à environ 100 milliards de fois celle du Soleil (supérieure au trou noir supermassif TON 618, le plus important connu en 2024, de 66 milliards de fois la masse du Soleil, liste des trous noirs les plus massifs).